# 古德里奇 (伊利諾伊州)
古德里奇（英語：Goodrich）是位於美國伊利諾伊州坎卡基縣的一個非建制地區。該地的面積和人口皆未知。

## 地理
古德里奇的座標為41°06′32″N 88°03′29″W / 41.10889°N 88.05806°W，而該地的平均海拔高度為194米（即636英尺）。